# Canoa/kayak ai X Giochi panafricani
Le competizioni di canoa/kayak ai X Giochi panafricani si sono svolte dal 6 all'11 settembre 2011 a Maputo, in Mozambico.

## Risultati

### Canoa slalom
| Evento        | Oro                      | Argento                 | Bronzo                     |
| C-1 maschile  | Nadjib Mazar Algeria     | Cyprian Ngidi Sudafrica | Ndiate Gueye Senegal       |
| K-1 maschile  | Donavan Wewege Sudafrica | Nadjib Mazar Algeria    | Mohamed Ali Mrabet Tunisia |
| K-1 femminile | Afef Ben Samil Tunisia   | Lilian Japhet Nigeria   | Madjiguene Seck Senegal    |

### Canoa sprint

#### Uomini
| Evento         | Oro                                         | Argento                                    | Bronzo                                         |
| C-1 200 metri  | Khaled Bargaoui Tunisia                     | Calvin Gaebolae Mokoto Sudafrica           | Atalmiro Ferreira De Ceira São Tomé e Príncipe |
| C-1 1000 metri | Calvin Gaebolae Mokoto Sudafrica            | Khaled Bargaoui Tunisia                    | Henriques Nelson Angola                        |
| C-2 1000 metri | Kenya Josphat Ngali Joseph Ngugu            | Angola Nelson Henriques Fortunato Pacavira | Mozambico Joaquim Lobo Mussa Tualibudine       |
| K-1 200 metri  | Greg Ricky Louw Sudafrica                   | Mohamed Ali Mrabet Tunisia                 | Mostafa Said Egitto                            |
| K-1 1000 metri | Mohamed Ali Mrabet Tunisia                  | Nicholas John Stubbs Sudafrica             | Ousmane Goudiam Fall Senegal                   |
| K-2 200 metri  | Sudafrica Mike Arthur Shaun Rubinstein      | Algeria Abdelmalek Azaoun Yanis Nouioua    | Angola Nazare Neves J. Samuel                  |
| K-2 1000 metri | Sudafrica Pieter Willem Boasson Gavin White | Algeria Nasreddine Baghdadi Yanis Nouioua  | Kenya Kevin Nbango Vincent Oundoh              |
| PC-1 200 metri | Josemar Andrade Angola                      | Swaleh Yunis Kenya                         | Non attribuita                                 |

#### Donne
| Evento        | Oro                                              | Argento                         | Bronzo                               |
| C-1 200 metri | Fátima António Angola                            | Madjiguene Seck Senegal         | Lilian Jepheth Nigeria               |
| K-1 200 metri | Bridgitte Ellen Hartley Sudafrica                | Afef Ben Ismail Tunisia         | Khatia Ba Senegal                    |
| K-1 500 metri | Bridgitte Ellen Hartley Sudafrica                | Afef Ben Ismail Tunisia         | Khatia Ba Senegal                    |
| K-2 500 metri | Sudafrica Bridgitte Ellen Hartley Tiffany Kruger | Kenya Diana Natecho Mooren Rono | Nigeria Adeola Iwajomo Lilian Japhet |